# Frontopsylla elatoides
Frontopsylla elatoides är en loppart som beskrevs av Wagner 1928. Frontopsylla elatoides ingår i släktet Frontopsylla och familjen smågnagarloppor.

## Underarter
Arten delas in i följande underarter:
- F. e. elatoides
- F. e. intermedia
- F. e. longa
- F. e. orthodigitia